# Venus und Adonis (Shakespeare)

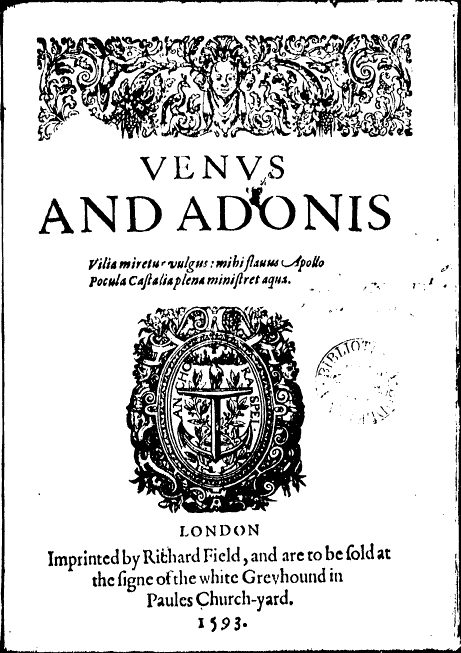
Titelseite von Shakespeares Quarto

Venus und Adonis (engl. Venus and Adonis) ist eine epische Versdichtung William Shakespeares, die vermutlich im Jahr 1592 entstanden ist.

## Veröffentlichung
Venus and Adonis wurde am 18. April 1593 von Richard Field ins Stationers’ Register der Gilde der Drucker, Verleger und Buchhändler ohne Autornamen eingetragen und erschien im Herbst desselben Jahres in einer Quartoausgabe, die von Richard Field, einem aus Stratford-upon-Avon stammenden Verleger, gedruckt und veröffentlicht wurde. Field brachte 1594 eine zweite Quarto heraus, übertrug seine Rechte dann aber an John Harrison, der im gleichen Jahr die erste Ausgabe von The Rape of Lucrece verlegte.
Bis 1640 sind sechzehn weitere Editionen verschiedener Herausgeber von Venus and Adonis belegt, weshalb man annehmen kann, dass das Epos einer der großen Erfolge seiner Zeit war.

## Geschichtlicher Hintergrund
Venus und Adonis gilt heute als erstes gedrucktes Werk unter dem Namen Shakespeare („the first heire of my invention“). Das Gedicht widmete Shakespeare Henry Wriothesley, dem Grafen von Southampton. Es wurde im April 1593 anonym im „Stationers’ Register“ zum Druck eingereicht und erschien erstmals im September 1593. Der Name Shakespeare erscheint nur am Ende der Widmung.
Ein Jahr später erschien Shakespeares zweites Versepos The Rape of Lucrece, das am Ende des Werkes ebenfalls Henry Wriothesley, dem Earl of Southampton, zugeeignet ist.

## Quelle und literarischer Hintergrund
Das Werk beruht auf der Erzählung von Venus und Adonis im 10. Buch von Ovids Metamorphosen, wo – anders als bei Shakespeare – Adonis Venus’ Liebe erwidert. Ovid erzählt, wie Venus den schönen Adonis zu ihrem ersten sterblichen Geliebten macht. Beide waren lange Zeit gemeinsam auf der Jagd, bis Venus versucht, Adonis davon abzubringen, gefährliche Tiere zu jagen. Dieser schlägt jedoch ihre Warnung in den Wind und wird schließlich von einem Eber getötet.
Shakespeare gestaltete aus dieser Erzählung ein Epos mit  199 Strophen zu sechs Verszeilen, also insgesamt 1194 Verse. Sein Epyllion ist damit erheblich länger als Ovids Vorlage. Seine grundlegende Neuerung war, dass er Adonis Venus’ Angebot, sich ihm hinzugeben, zurückweisen lässt.
Mit Venus and Adonis folgt Shakespeare einer literarischen Tradition, die Thomas Lodge wenige Jahre zuvor 1589 mit seinem Kleinepos Glaucus and Silla begründet hatte, das ebenfalls einen Stoff aus den ovidischen Metamorphosen aufgreift. Auch Christopher Marlowe reihte sich mit seinem epischen Gedicht Hero and Leander (ca. 1592/93) in diese Tradition ein, wobei er eine Geschichte von Ovid aus den Heroides und von Musaios aus einem griechischen Epyllion aufgreift. Shakespeare schildert in Venus and Adonis wie auch Lodge und Marlowe in ihren Werken die Emotionen, die mit Liebesleidenschaft und Liebeskummer einhergehen, und ahmt die Bildlichkeit nach, mit der Ovid seine erotische Thematik zum Ausdruck zu bringen versuchte. Ziel dieser Nachahmung war es jedoch wie bei anderen Dichtern der Renaissance, die antike Vorlage zu übertreffen. So werden in Shakespeares Versepos ähnlich wie bei Lodge und Marlowe die aus der antiken Dichtung aufgenommenen Motive, rhetorischen Techniken, Metaphern und Bilder weitaus detaillierter ausgestaltet. Bereits die erste Strophe von Venus and Adonis liefert einen Einblick in die shakespearesche Bildfülle.
Während die Personifikationen von Sonne und Morgendämmerung in der ersten Strophe aus der antiken Dichtung stammen, ist dagegen der Abschied des Sonnengottes von der betrübten Göttin der Morgendämmerung eine Erfindung Shakespeares, mit der er die Motive aus der antiken Mythologie nicht nur aufgreift, sondern weiterdichtet.
Gleichermaßen gestaltet Shakespeare die Metaphorik, mit der die ungewöhnliche erotische Beziehung zwischen Venus und Adonis geschildert wird, weiter aus. In den Zeilen 229 bis 240 bietet Venus bei Shakespeare Adonis ihren Körper als „park“, das heißt als Weideland an; Adonis als Jäger wird dabei zum „deer“, das heißt zu seiner möglichen Jagdbeute. Mit diesem conceit verbirgt oder enthüllt Shakespeare pornografische Einzelheiten des Liebespiels. Zugleich integriert er in die erotische Beziehung der beiden ein paradoxes Beschützermotiv: Adonis ist bei Venus nicht nur vor Sturm („tempest“) und Regen („rain“) geschützt, sondern ebenfalls vor Jagdhunden („no dog shall rouse thee“). Adonis ist in somit in Venus Sicht nicht nur ein Liebhaber, sondern zugleich ein Kind, das sie bei der späteren Jagd beschützen will.
Shakespeare nutzt hier den mythologischen Hintergrund und den Kontext der heidnischen Götterwelt dazu, den Genuss des körperlichen Liebesspiels nicht nur zu schildern, sondern auch positiv zu bewerten. Ähnlich wie bei zahlreichen anderen Renaissance-Dichtern ist die Rezeption der Antike bei Shakespeare hier unter Ausblendung der christlichen Moralvorstellungen seiner Zeit verknüpft mit einem positiven „Bekenntnis zu den naturgegebenen Freuden des Lebens“.

## Handlung

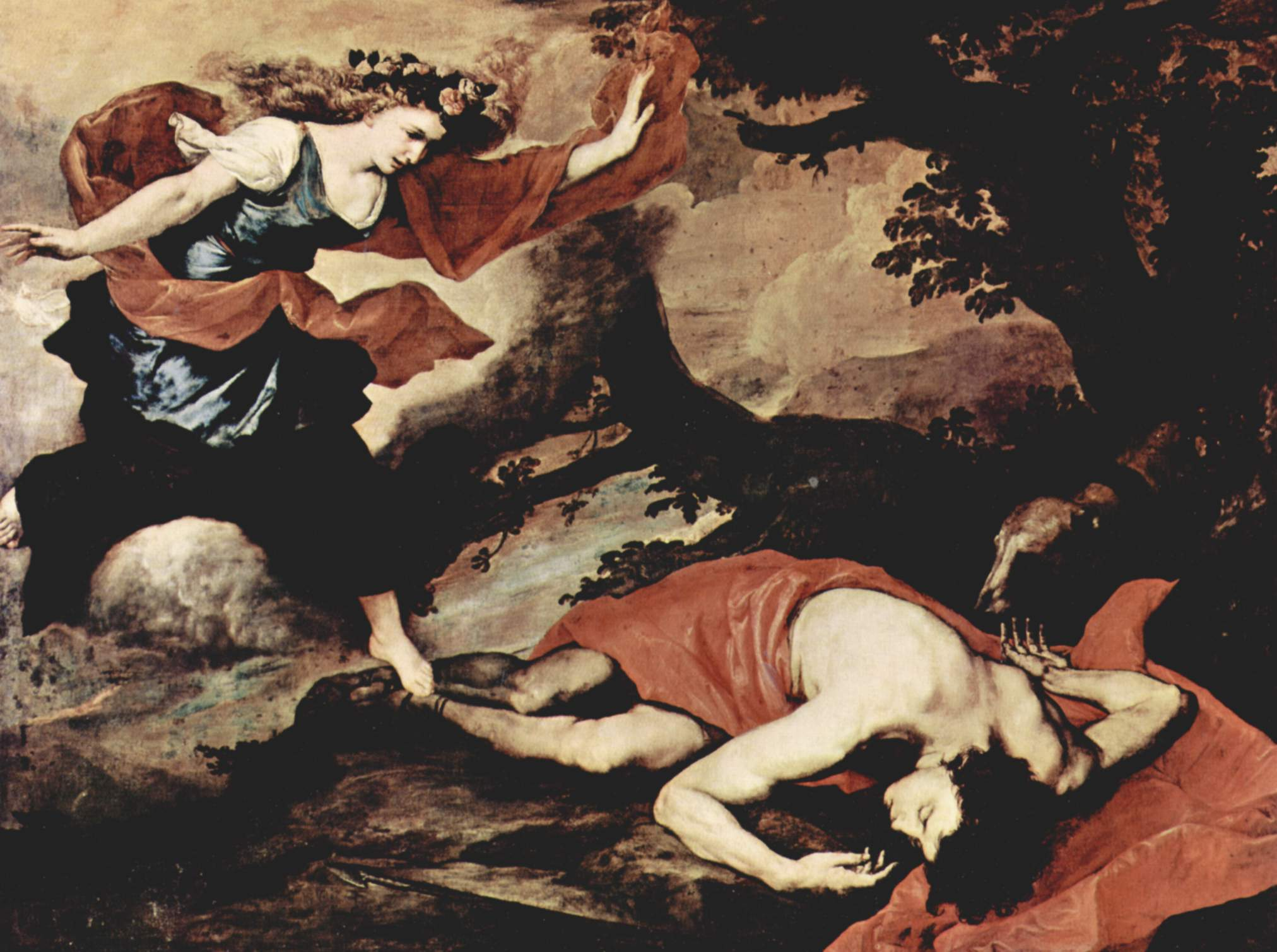
Venus und Adonis von José de Ribera, Galleria Nazionale di Palazzo Corsini, Rom.

Venus hat sich in den schönen Adonis verliebt.
Sie ist krank vor Liebe, hebt ihren Geliebten aus dem Sattel seines Pferdes, überhäuft ihn mit Küssen und schönen Worten. Doch nichts, was sie tut oder sagt, kann sein sexuelles Verlangen wecken – was er jedoch leugnet. Adonis kündigt an, dass er am nächsten Morgen auf die Jagd nach einem Eber gehen werde.
Venus versucht, ihn davon abzubringen und ihn zu überzeugen, stattdessen zahmere Tiere zu jagen. Doch er ignoriert ihr Bitten und stürzt davon. Sie verbringt den Rest der Nacht mit Wehklagen, und in der Morgendämmerung hört sie das Aufbrechen zur Jagd und die bellenden Hunde. Voller Sorge eilt sie herbei, in dem Wissen, dass der Lärm von jenem Ort herrührt, an dem die Jäger ein Tier gestellt haben, welches keine Anstalten macht zu fliehen.
Sie findet Adonis’ Körper vor, der von den Hauern des Ebers tödlich durchbohrt worden ist. In ihrem Grauen und Leid spricht die Göttin der Liebe einen Fluch über jene aus: Dass die Liebe immer schrecklich enden werde, und dass jene, die wie sie am heftigsten lieben, das größte Leid erfahren müssen. Adonis’ Körper schmilzt dahin, an seiner Stelle wächst eine rot-weiße Blume, die Venus pflückt.

## Englische Textausgaben
- Colin Burrow (Hrsg.): William Shakespeare. The Complete Sonnets and Poems. Oxford World Classics, Oxford University Press, Oxford/ New York 2002, ISBN 0-19-818431-X.
- Catherine Duncan-Jones, H. R. Woudhuysen (Hrsg.): The Narrative and Other Poems. The Arden Shakespeare, London 2007.

## Deutsche Textausgaben
- William Shakespeare: „Venus und Adonis“ und „Tarquin und Lukrezia“ in der Übersetzung von Heinrich Christoph Albrecht (1783). (= Studien zur englischen Literatur. 22). Hg. & Einl. Christa Jansohn. 2007, ISBN 978-3-8258-0685-9.[6]
- William Shakespeare: „Venus und Adonis“ & „Tarquin und Lucretia“. (= Bibliotheca Anna Amalia). Süddeutsche-Zeitung-Verlag, München 2007, ISBN 978-3-86615-406-3.
  - Zweisprachig: Reclams Universalbibliothek, 2003, ISBN 3-15-018255-7.
- Zweisprachig: William Shakespeare: „Venus und Adonis“ & „Die Schändung der Luretia“. Deutsch von Frank Günther. ars vivendi verlag, Cadolzburg 2019, ISBN 978-3-89716-194-8.

## Hörbuch
- Venus und Adonis. Tarquin und Lukrezia. Zwei Gedichte. Bibliotheca Anna Amalia, 3. Der Audio Verlag, 2007, ISBN 978-3-89813-635-8 (in Deutsch). Mit Booklet[7]
- Venus und Adonis. NOA NOA Hörbuchedition, München 2014, ISBN 978-3-932929-82-3.